# 上伯尔德
上伯尔德是德国萨克森-安哈尔特州的一个市镇。总面积171.71平方公里，总人口18327人，其中男性9205人，女性9122人（2011年12月31日），人口密度107人/平方公里。